# 21. Flak-Division
Die 21. Flak-Division war ein Großverband der Bodentruppen der deutschen Luftwaffe im Zweiten Weltkrieg. Zuständig war die Division bei Aufstellung für die Abwehr von einfliegenden gegnerischen Flugzeugen mittels Flugabwehrgeschützen in Teilen des Saarland, von Rheinland-Pfalz und Hessen.

## Geschichte
Der Führungsstab der 21. Flak-Division wurde im März 1943 unter dem Kommando des Luftgaukommando XII/XIII (Darmstadt) aufgestellt. Ihr erster Kommandeur wurde Generalleutnant Kurt Steudemann mit Gefechtsstand in Darmstadt. Hauptaufgabe des neuen Führungsstabes war die Führung aller Flakkräfte im Raum Frankfurt am Main insbesondere der Industrieschutz sowie der Raum Saarbrücken-Trier-Luxemburg-Lothringen-Koblenz. Anfang November 1943 gliederte sich die Division wie folgt:
- Flak-Regiment 29 als Flakgruppe Frankfurt/Main,
- Flak-Regiment 49 als Flakgruppe Mannheim
- Flak-Regiment 169 als Flakgruppe Saarbrücken sowie das
- Flak-Regiment 189 als Flakgruppe Mainz-Wiesbaden.

Daneben unterstanden der 21. Flak-Division noch das:
- Flakscheinwerfer-Regiment 70,
- Flakscheinwerfer-Regiment 109 und das
- Flakscheinwerfer-Regiment 139

Insgesamt verfügte die Division damit über 67 schwere und 33 mittlere und leichte Batterien. Dazu kamen noch 45 Scheinwerfer-Batterien, 4 Luftsperr-Batterien sowie zwei Nebelkompanien. Durch die Übernahme zusätzliche Aufgaben wurde im März 1944 der Divisionsstab personell aufgestockt und nach Wiesbaden verlegt. Im Juni 1944 gab es einen ersten Wechsel in der Divisionsebene, da zum 6. Juni 1944 der bisherige Kommandeur Steudemann ausschied. Sein Nachfolger wurde an diesem Tag Ernst Buffa, der die Geschicke der Division bis zum 1. Dezember 1944 lenkte. Bis September 1944 unterlag die 21. Flak-Division verschiedenen unterstellten Kommandoebenen. Diese Fluktuation betraf auch die ihr unterstellten Verbände, so dass sich die Gliederung der Division mehrmals änderte. Zu diesem Zeitpunkt gliederte sie sich dann wie folgt:
- Flak-Regiment 29 als Flakgruppe Frankfurt/Main,
- Flak-Regiment 49 als Flakgruppe Mannheim
- Flak-Regiment 179 als Flakgruppe Schweinfurt sowie das
- Flak-Regiment 189 als Flakgruppe Mainz.

Daneben unterstanden ihr weiterhin noch das:
- Flakscheinwerfer-Regiment 109 und das
- Flakscheinwerfer-Regiment 119.

Wie bei den Heimatschutz-Flak-Divisionen üblich, konnte auch die Feuerkraft der 21. Flak-Division bis Ende Dezember 1944 noch einmal enorm massiert werden. Sie bestand zu diesem Zeitpunkt aus 156 schweren und 54 mittleren und leichten Batterien. Darüber hinaus verfügte die Division noch mal über 29 Scheinwerfer- und 4 Luftsperrbatterien sowie 6 Nebelkompanien. Vor diesem Hintergrund wurde dann zum 1. Dezember 1944 Nachfolger von Buffa und neuer Divisionskommandeur Oberst Ernst Gröpler, der bis Kriegsende diese Position innehielt. Aufgrund der westlichen Lageentwicklung ab Februar 1945 wurde die 21. Flak-Division dem IV. Flak-Korps zum Bodenkampf unterstellt. In schwere Rückzugsgefechte verwickelt, lag der Gefechtsstand des Divisionsstabes zunächst noch bis Mitte März noch in Darmstadt und dann im Raum Augsburg (Bayern). Dort waren ihren Verbände noch im Raum Günzburg-Neustadt in Kämpfe verwickelt. Der Divisionsstab geriet bei Kriegsende dann bei Kreuth in alliierte Kriegsgefangenschaft. Über das Schicksal ihrer unterstellten Verbände sei folgendes erwähnt:
- Flak-Regiment 29 (ortsfest): Anfang April 1945 zerschlagen,
- Flak-Regiment 49 (ortsfest): April 1945 alliierte Kriegsgefangenschaft (ohne Regimentsstab),
- Flak-Regiment 179: April 1945 alliierte Kriegsgefangenschaft,
- Flak-Regiment 189: Bis 26. April 1945 in Gefechte im nördlichen Raum von Augsburg verwickelt, dann zum Kriegsende am Tegernsee in alliierte Kriegsgefangenschaft geraten.

Für das Flakscheinwerfer-Regimenter 109 fehlen Unterlagen über die letzten Kriegsmonate, das Flakscheinwerfer-Regiment 119 lag bis zuletzt in Frankfurt Main und geriet vermutlich bei Einzug der amerikanischen Truppen im März 1945 in deren Gefangenschaft.